# Copa Centroamericana de Fútbol Playa
La Copa Centroamericana de Fútbol Playa es un torneo de fútbol playa que se realizó por primera vez en noviembre de 2014 como parte de una propuesta presentada por la Federación Salvadoreña de Fútbol a la cual la FIFA y Concacaf dieron la Aprobación. En la primera edición participaron El Salvador, Costa Rica, Guatemala y Belice. En la segunda edición participaron El Salvador, Costa Rica, Guatemala y Panamá. En la tercera edición participaron El Salvador, Costa Rica, Panamá y Belice. En las tres ediciones se coronó campeón de Centroamérica la Selección de El Salvador.

## Resultados
| Año          | Sede        | Campeón     | Final Resultado | Subcampeón | Tercer lugar | Resultado | Cuarto lugar |
| ------------ | ----------- | ----------- | --------------- | ---------- | ------------ | --------- | ------------ |
| 2014 Detalle | El Salvador | El Salvador | Liga            | Costa Rica | Guatemala    | Liga      | Belice       |
| 2016 Detalle | El Salvador | El Salvador | Liga            | Costa Rica | Panamá       | Liga      | Guatemala    |
| 2018 Detalle | El Salvador | El Salvador | Liga            | Panamá     | Costa Rica   | Liga      | Belice       |

## Palmarés
En cursiva, los años en que el equipo logró dicha posición como local.
| Equipo      | Campeón               | Subcampeón    | Tercer lugar | Cuarto lugar   |
| ----------- | --------------------- | ------------- | ------------ | -------------- |
| El Salvador | 3 (2014 , 2016, 2018) |               |              |                |
| Costa Rica  |                       | 2 (2014 2016) | 1 (2018)     |                |
| Panamá      |                       | 1 (2018)      | 1 (2016)     |                |
| Guatemala   |                       |               | 1 (2014)     | 1 (2016)       |
| Belice      |                       |               |              | 2 (2014, 2018) |

## Premios
| Sede | Goleador        | Mejor Jugador   | Mejor Portero     |
| ---- | --------------- | --------------- | ----------------- |
| 2014 | Frank Velásquez | Frank Velásquez | Eliodoro Portillo |
| 2016 | Josimar Downer  |                 |                   |
| 2018 | Rubén Batres    | Rubén Batres    | Eliodoro Portillo |

## Tabla Histórica
Actualizado a la edición 2018
| Equipo | Equipo      | Part. | Pts | PJ | PG | PE | PP | GF | GC | Dif |
| ------ | ----------- | ----- | --- | -- | -- | -- | -- | -- | -- | --- |
| 1      | El Salvador | 3     | 27  | 9  | 9  | 0  | 0  | 60 | 25 | +35 |
| 2      | Costa Rica  | 3     | 14  | 9  | 4  | 2  | 3  | 57 | 39 | +18 |
| 3      | Panamá      | 2     | 7   | 6  | 2  | 1  | 3  | 31 | 36 | -5  |
| 4      | Guatemala   | 2     | 4   | 6  | 1  | 1  | 4  | 22 | 31 | -9  |
| 5      | Belice      | 2     | 0   | 6  | 0  | 0  | 6  | 19 | 58 | -39 |